# Colletes lineatus
Colletes lineatus är en biart som beskrevs av Metz 1910. Colletes lineatus ingår i släktet sidenbin, och familjen korttungebin. Inga underarter finns listade i Catalogue of Life.